# Frohnleiten

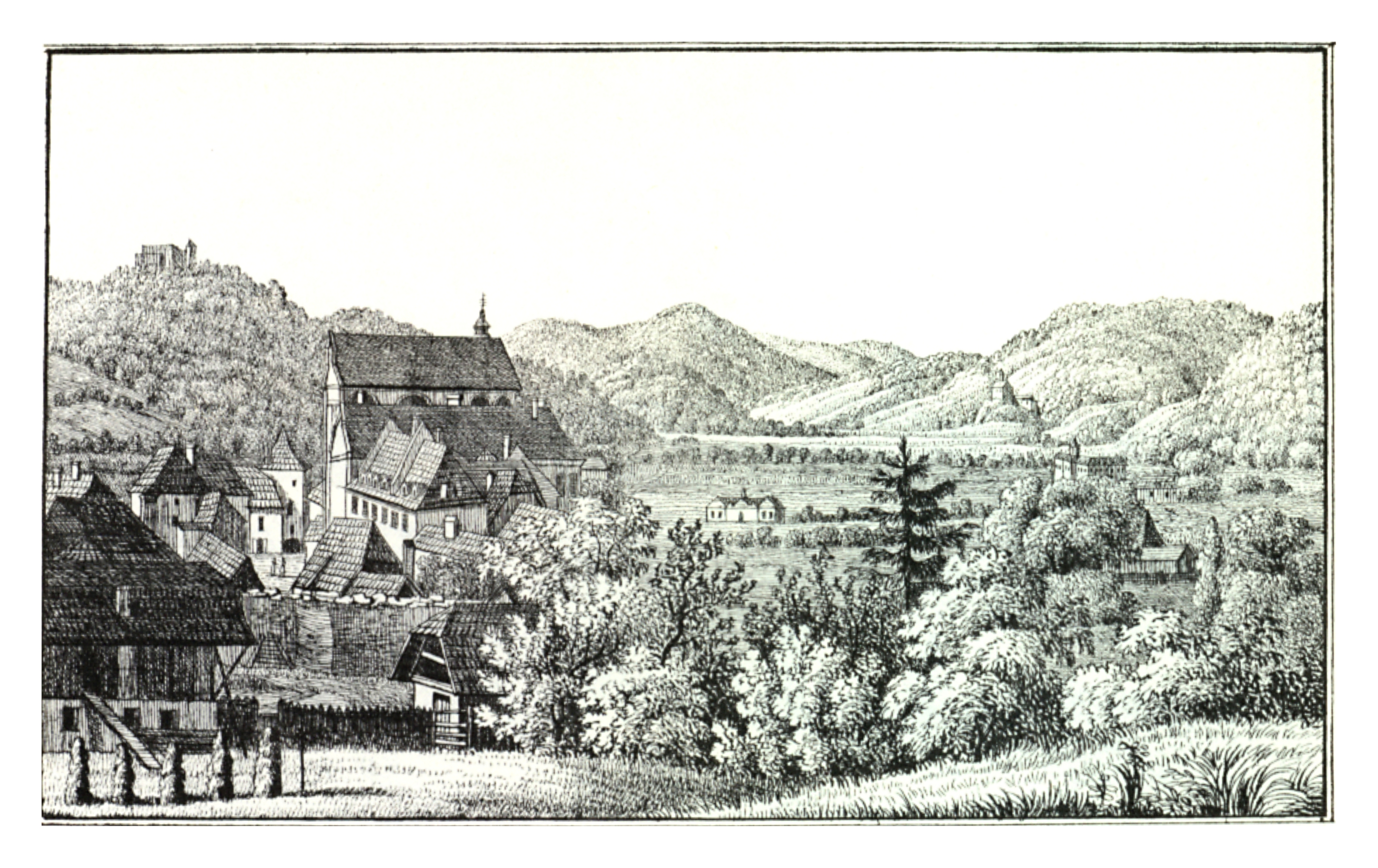
Frohnleiten um 1830, Lith. Anstalt J.F. Kaiser, Graz

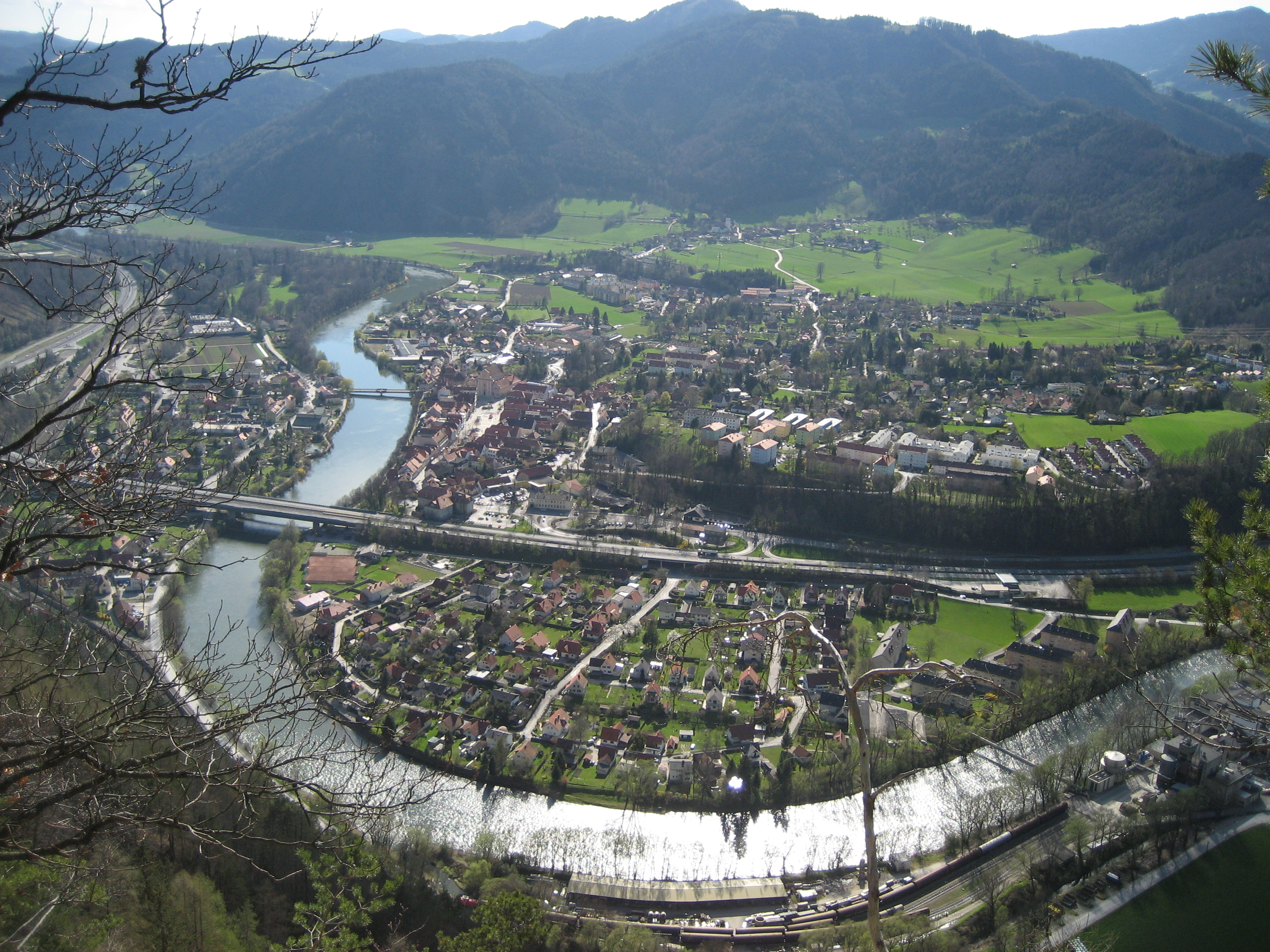
Frohnleiten, vom Gschwendberg aus gesehen

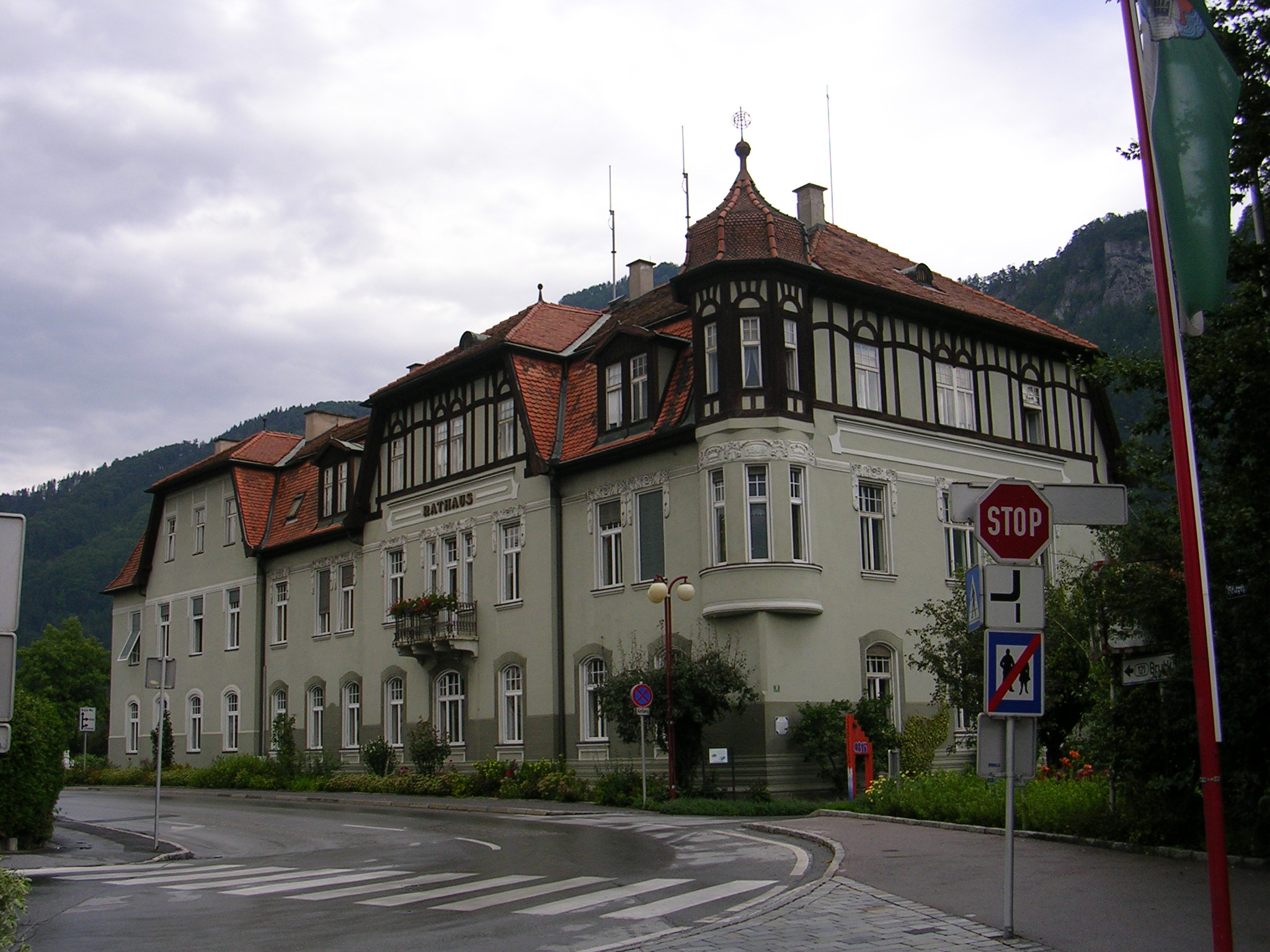
Rathaus Frohnleiten

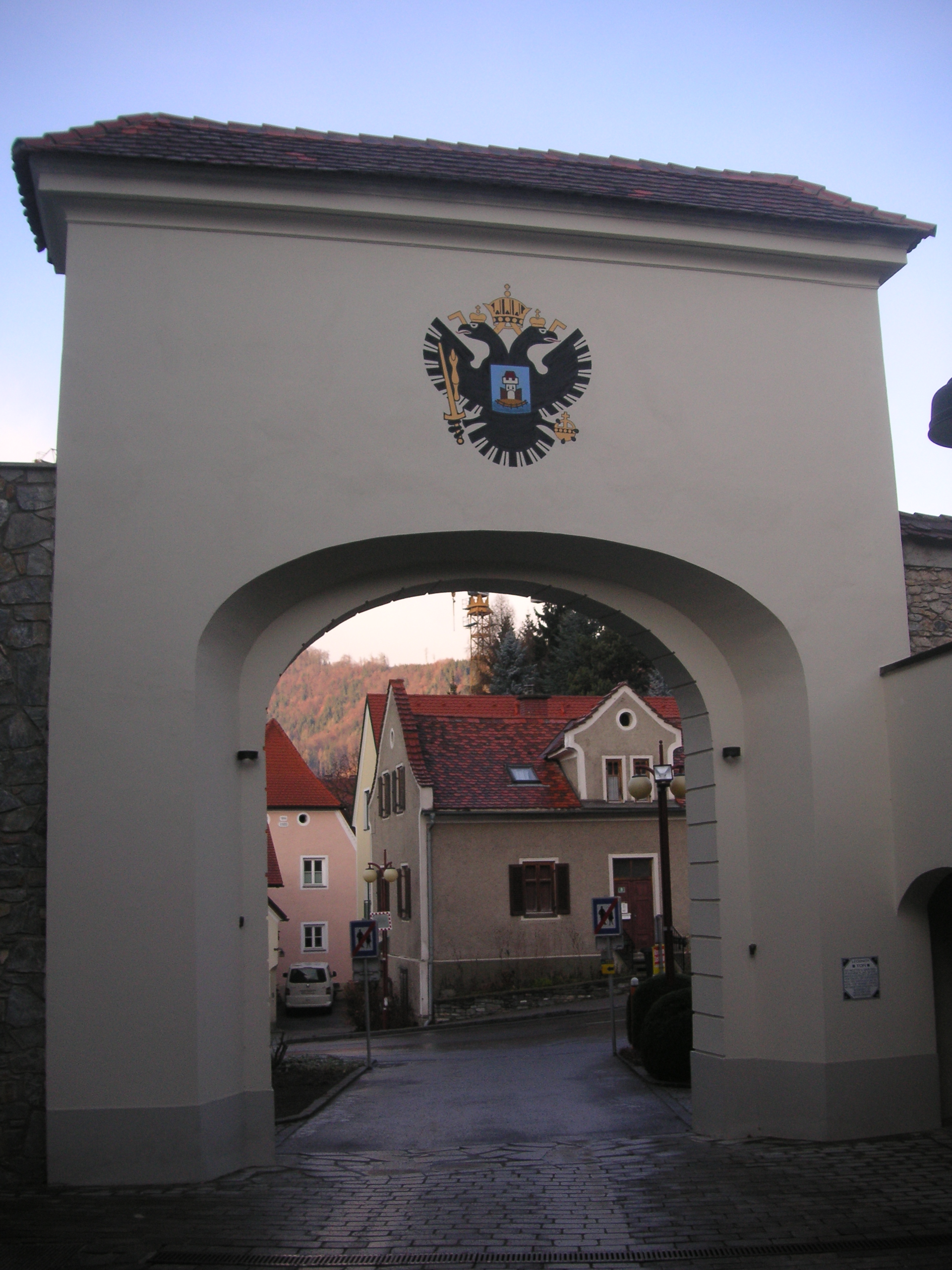
Leobener Tor, Teil der ehemaligen Stadtbefestigung

Frohnleiten ist eine Stadt mit 6690 Einwohnern (Stand 1. Jänner 2025) im Bezirk Graz-Umgebung im österreichischen Bundesland Steiermark.

## Geografie
Die Stadt liegt 30 km nördlich der Landeshauptstadt Graz direkt an der Mur, dem wichtigsten Fluss des Bundeslandes, wo sich das Mittlere Murtal zwischen dem obersteirischen Verkehrsknoten Bruck an der Mur und Graz verengt. Die Mur bildet hier ein Durchbruchstal zwischen den Hochgebirgen der Gleinalpe und des Hochlantschs und bietet in den Biegungen malerische Ausblicke. Die Region ist durch den Gleinalmtunnel der Pyhrnautobahn auch aus Nordwesten gut erreichbar.

### Gemeindegliederung
Die Gemeinde besteht aus 15 Katastralgemeinden (Fläche Stand: 31. Dezember 2023):
- Adriach (1.349,16 ha)
- Frohnleiten (224,32 ha)
- Gams (3.648,43 ha)
- Gamsgraben (1.575,07 ha)
- Gschwendt (889,09 ha) samt Neustadt
- Hofamt (805,64 ha)
- Laas (365,4 ha)
- Laufnitzdorf (806,61 ha)
- Laufnitzgraben (1.583,4 ha)
- Mauritzen (582,8 ha)
- Pfannberg (553,01 ha)
- Rothleiten (734,56 ha)
- Röthelstein (700,28 ha)
- Schrems (1.036,12 ha) samt Neustadt und Talgraben
- Wannersdorf (538,98 ha)

Das Gemeindegebiet umfasst folgende 24 Ortschaften (in Klammern Einwohnerzahl Stand 1. Jänner 2025):
- Adriach (388) samt Adriach-Rabenstein und Adriach-Reising
- Badl (61)
- Brunnhof (89)
- Frohnleiten (3229)
- Gams (150) samt Altenberg, Pöllagraben und Ratlosgraben
- Gamsgraben (26)
- Gschwendt (274)
- Hofamt (69) samt Arzwaldgraben und Schenkenberg
- Kühau (36)
- Laas (91) samt Dürnberg
- Laufnitzdorf (322) samt Am Anger, Laufnitzberg und Wiesersiedlung
- Laufnitzgraben (0)
- Leutnant Günther-Siedlung (68)
- Maria Ebenort (93)
- Peugen (42)
- Pfannberg (61)
- Röthelstein (194)
- Rothleiten (328) samt Weyer
- Schönau (337)
- Schrauding (97)
- Schrems (295)
- Ungersdorf (64)
- Vordere Gams (193)
- Wannersdorf (183)

### Eingemeindungen
- Am 1. Jänner 1952 wurde die Gemeinde Mauritzen eingemeindet.[3]
- Am 1. Jänner 1992 wurde die Gemeinde Rothleiten eingemeindet.[4]
- Am 1. Jänner 2015 wurden im Rahmen der steiermärkischen Gemeindestrukturreform die vormals eigenständigen Gemeinden Röthelstein und Schrems bei Frohnleiten eingemeindet.[5][6]

### Nachbargemeinden
Vier Nachbargemeinden liegen im Bezirk Graz-Umgebung, zwei im Bezirk Bruck-Mürzzuschlag (BM) und je eine in den Bezirken Leoben (LN) und Weiz (WZ).
| Bruck an der Mur (BM) | Pernegg an der Mur (BM)                     | Pernegg an der Mur            |
| Leoben (LN)           | Kompassrose, die auf Nachbargemeinden zeigt | Fladnitz an der Teichalm (WZ) |
| Übelbach              | Deutschfeistritz                            | Semriach, Peggau              |

## Geschichte

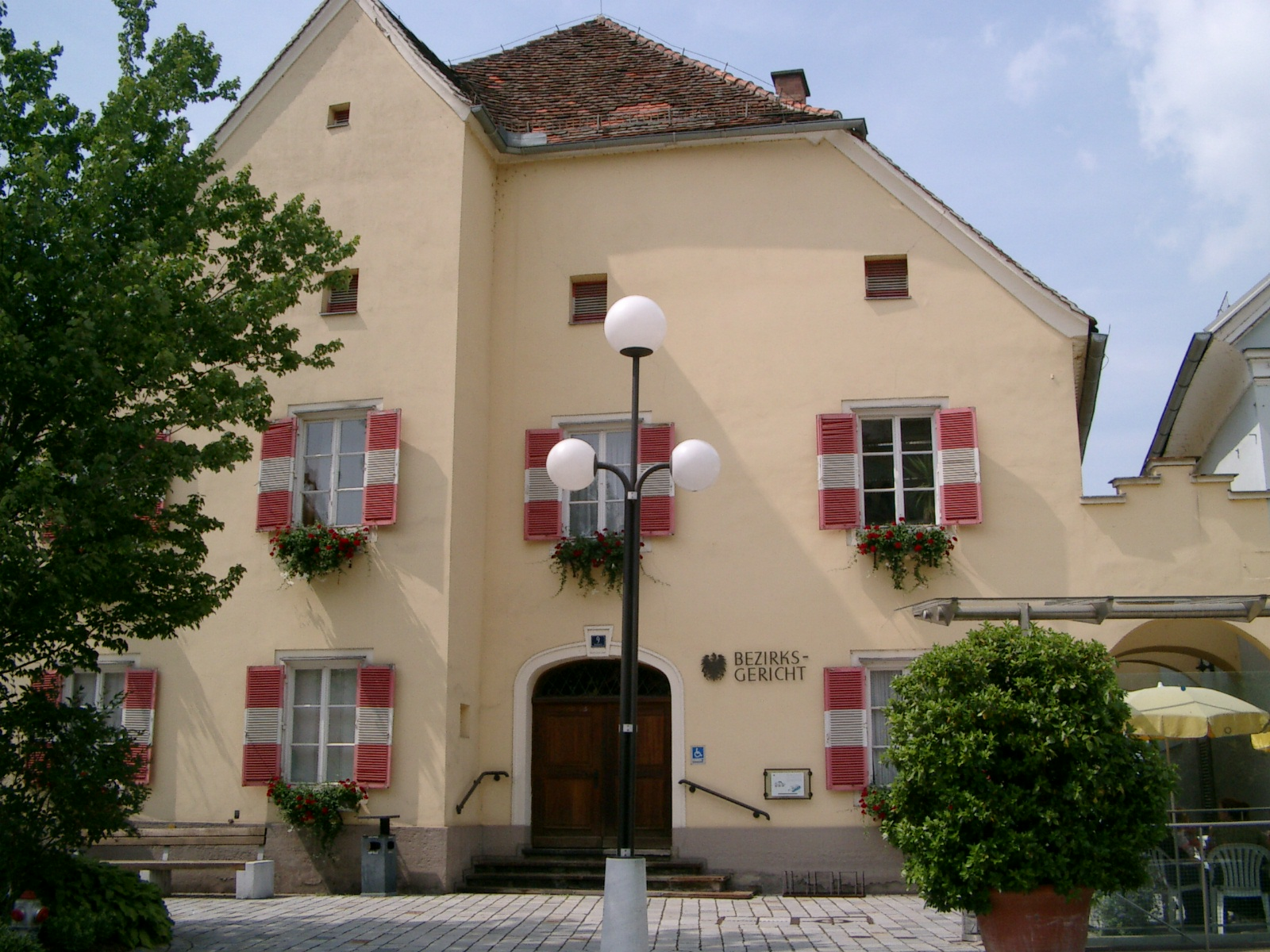
Gebäude des ehemaligen Bezirksgerichtes

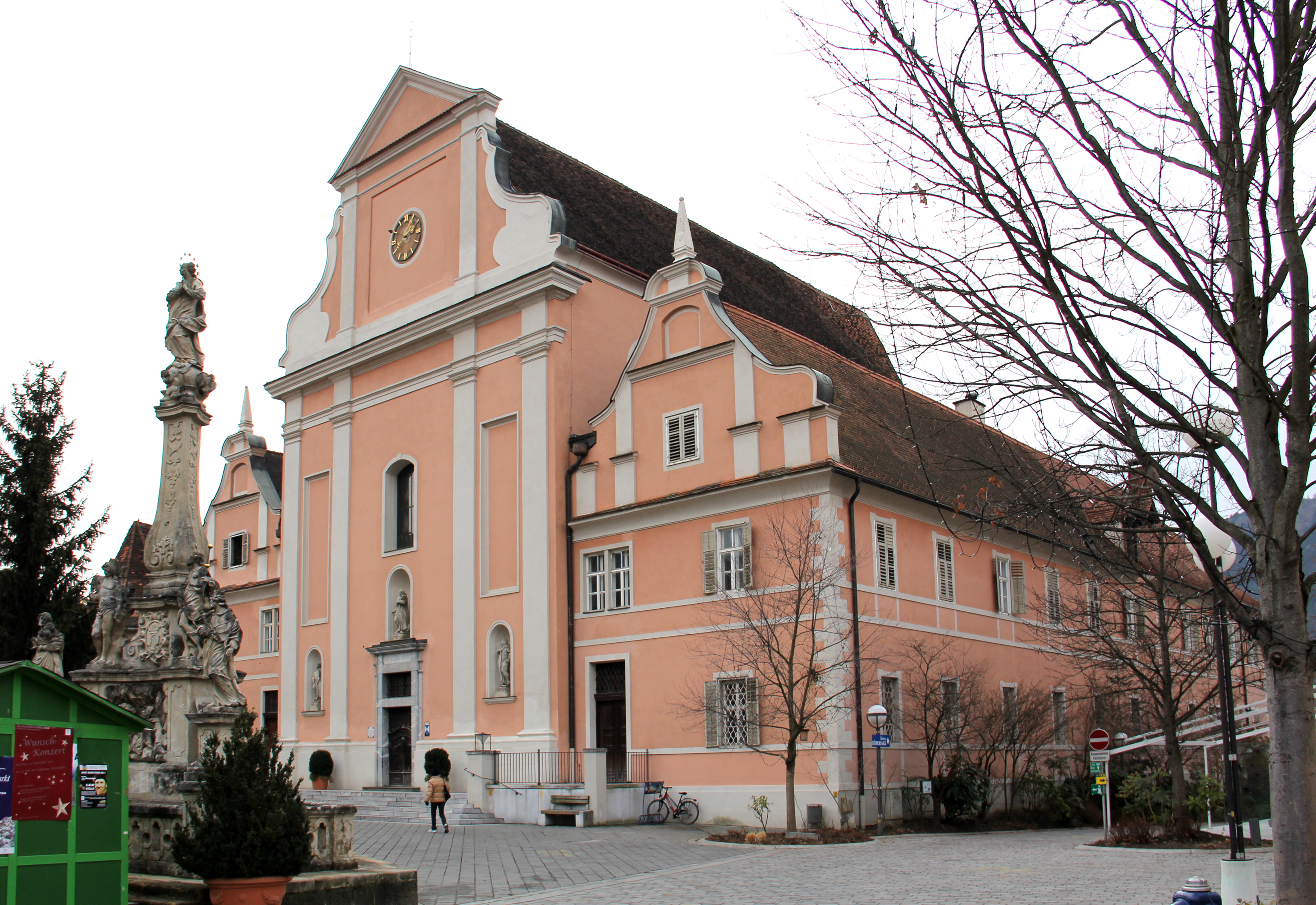
Das Kloster am Hauptplatz, ehemals Serviten, bis September 2018 Franziskaner

1939 wurde bei Straßenarbeiten südlich des Ortes im Murtal ein latènezeitliches Gräberfeld entdeckt. Bei der folgenden Notgrabung wurden sieben Brandbestattungen freigelegt. Da bei der Bergung und Aufbewahrung die Grabbeigaben vertauscht wurden, ist die Bewertung schwierig. Den Männergräbern wurden Waffen – eiserne Schwerter, Gürtelketten zur Schwertbefestigung mit den Schwertscheiden, Lanzen- und Pfeilspitzen, Schildbuckel – zugeordnet, sowie die teilweise erhaltene Einfassung eines ovalen Schildes. Dazu wurden noch Hiebmesser, Rasiermesser und eine Schere gezählt. Aus einem vermuteten Feinhandwerkergrab stammen eine Raspel und eine kleine Säge. Aus den Frauengräbern sind Armschmuck, Glasperlen und eine bronzene Gürtel-Gliederkette erhalten. Keramische Funde sind örtlicher Produktion entsprungen. Die ebenfalls gefundenen Fibeln ordnen die Grabfunde in die Mittellatènezeit (320–150 v. Chr.) ein.
Die Gründung des Marktes erfolgte um 1280 durch die Grafen von Pfannberg, die auf der nahen Burg saßen und hier eine Murbrücke erbaut hatten. Diese Brücke war wirtschaftlich sehr wichtig, da sich der Hauptverkehrsstrom nach Graz hier vom rechten auf das linke Murufer verlagerte. Deshalb entwickelte sich auch eine Schmugglerroute zwischen Leoben und Frohnleiten über den Göß- und Gamsgraben, um dem Brückenzoll auszuweichen. Der Ort wurde hoch über dem Murufer errichtet. Der ursprüngliche Name Vreyliten (1306) bedeutet freie Leiten, das heißt freier Hang, grüne Wiese.
Während des Zweiten Weltkrieges wurden unter anderem Kinder slowenischer Widerstandskämpfer nach Frohnleiten gebracht und von dort auf andere Lager verteilt. Ihre Mütter wurden nach Auschwitz deportiert, die Väter erschossen. Später wurden diese arisierbaren Kinder im Rahmen des SS-Lebensbornprojektes zur Adoption freigegeben.
Im Jahr 1983 ereignete sich eines der schwersten Busunglücke der österreichischen Geschichte auf der Rechberg Straße (B64) im Ortsteil Schrems bei Frohnleiten. Ein ungarischer Reisebus durchbrach bei der Talfahrt die Leitplanken und stürzte dutzende Meter in die Tiefe. 15 Insassen verstarben und über 30 Personen wurden teils schwer verletzt.
Frohnleiten wurde am 1. Oktober 2001 zur Stadtgemeinde erhoben.
Ende Februar 2015 stürzte die im Bau befindliche Schnellstraßenbrücke in Fahrtrichtung Graz über den Bahngleisen der ÖBB ein. Zu Schaden kam bei diesem Vorfall niemand. Die Fertigstellung der Brücke verzögerte sich dadurch um drei Monate. siehe auch: Brückeneinsturz von Frohnleiten

### Bevölkerungsentwicklung
Frohnleiten leidet seit den 1970er Jahren an einer dauerhaften Abwanderung. Vom Höchststand von 7.000 Einwohnern 1970 sind 2017 nur mehr 6.000 übrig geblieben, zuzüglich der Bewohner der eingemeindeten Gemeinden erreicht Frohnleiten immerhin 6.712 Einwohner. Die Stadt zählt somit zu den größten Verlierern im Bezirk Graz-Umgebung, denn beinahe alle anderen Gemeinden verzeichnen Bevölkerungszuwächse.

Weiters ist Frohnleiten statistisch betrachtet auch die „älteste Gemeinde“ im Bezirk Graz-Umgebung, denn das Durchschnittsalter der Frohnleitner beträgt 45,9 Jahre.

## Kultur und Sehenswürdigkeiten
- Pfarrkirche Röthelstein
- Burg Rabenstein
- Schloss Weyer
- Schloss Neu-Pfannberg
- Gleinalm
- Tyrnau
- Gräben in Schrems bei Frohnleiten

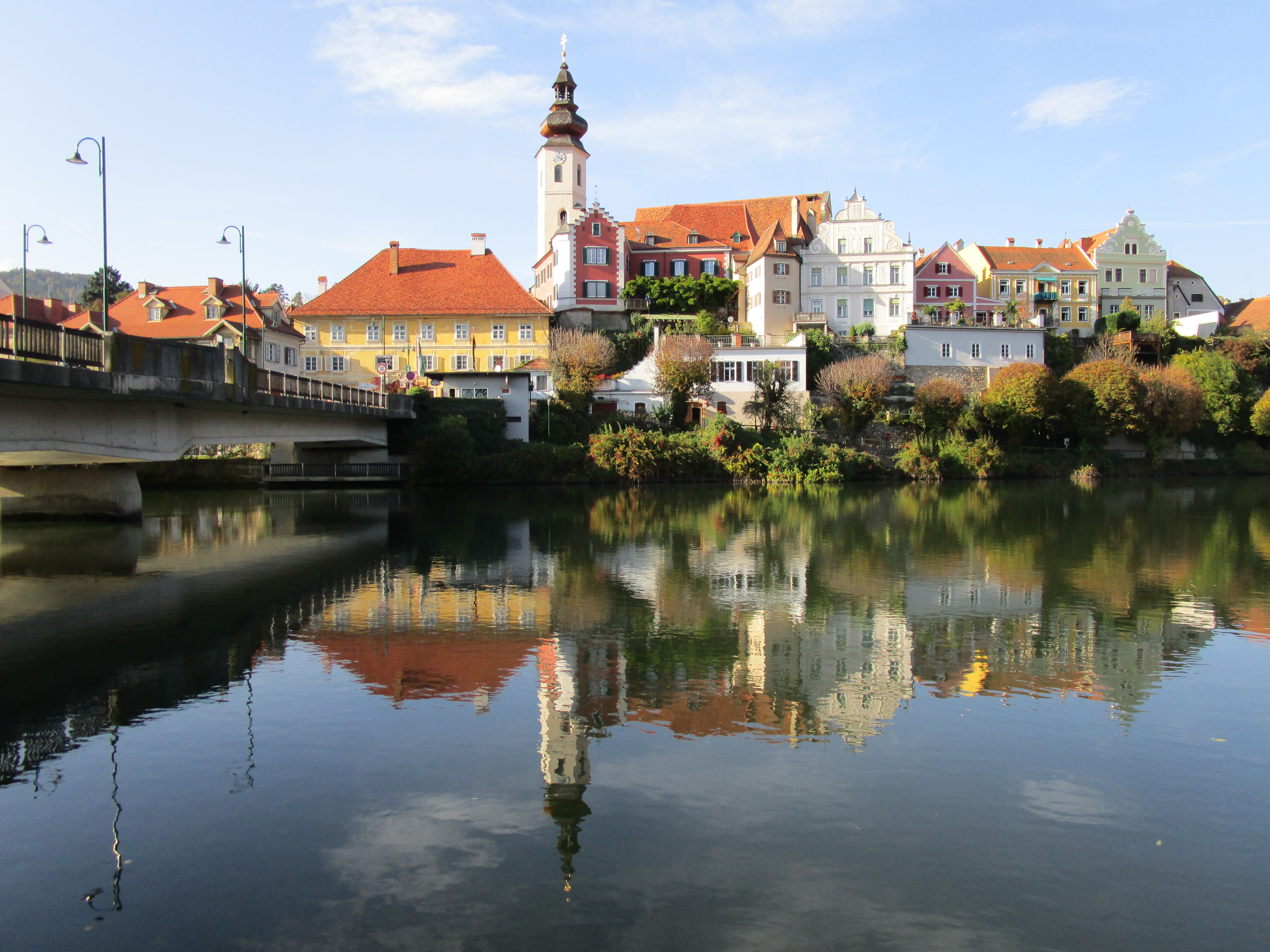
Blick auf den historischen Stadtkern von Frohnleiten

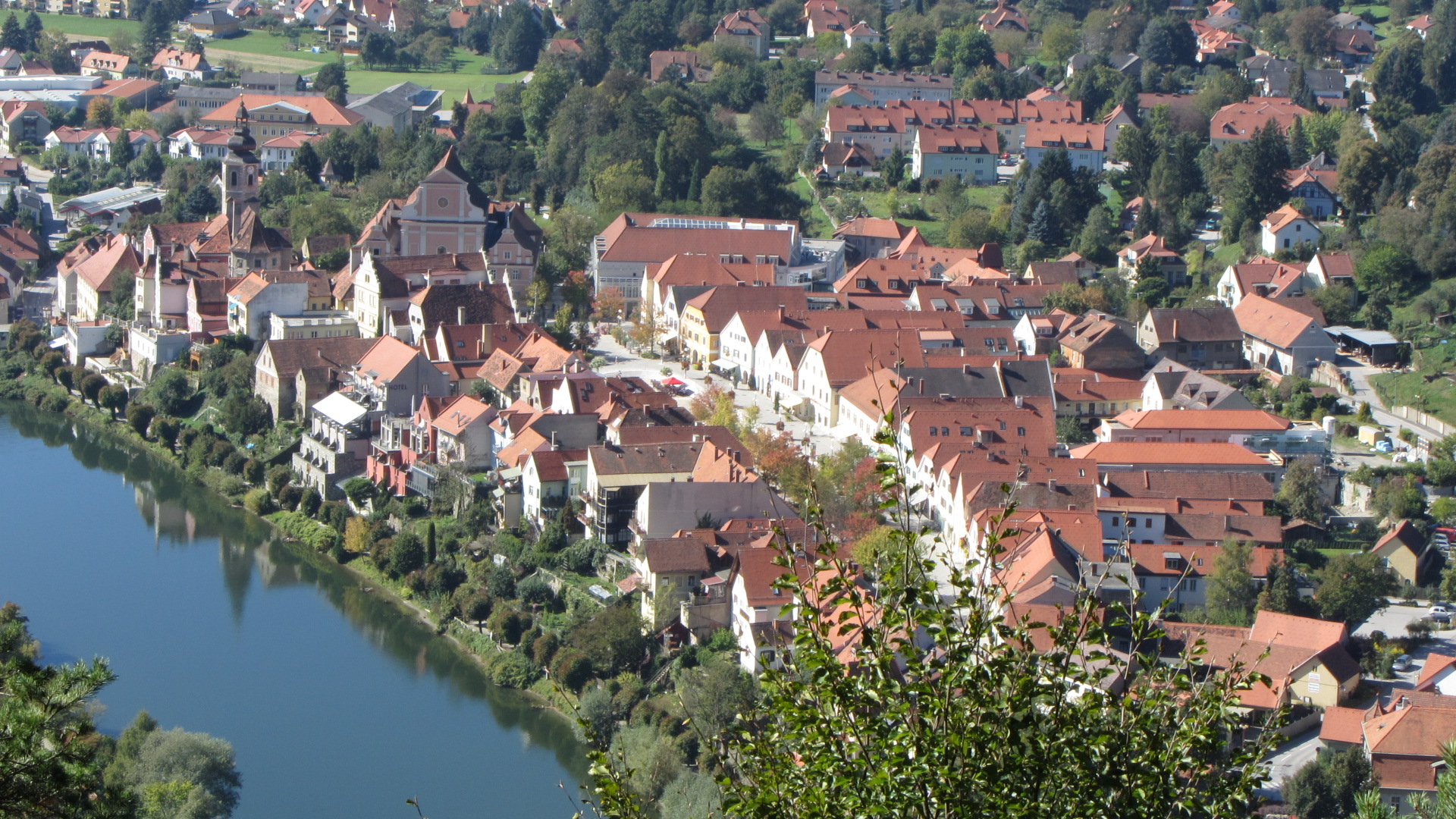
Ortskern vom Gschwendtberg aus gesehen

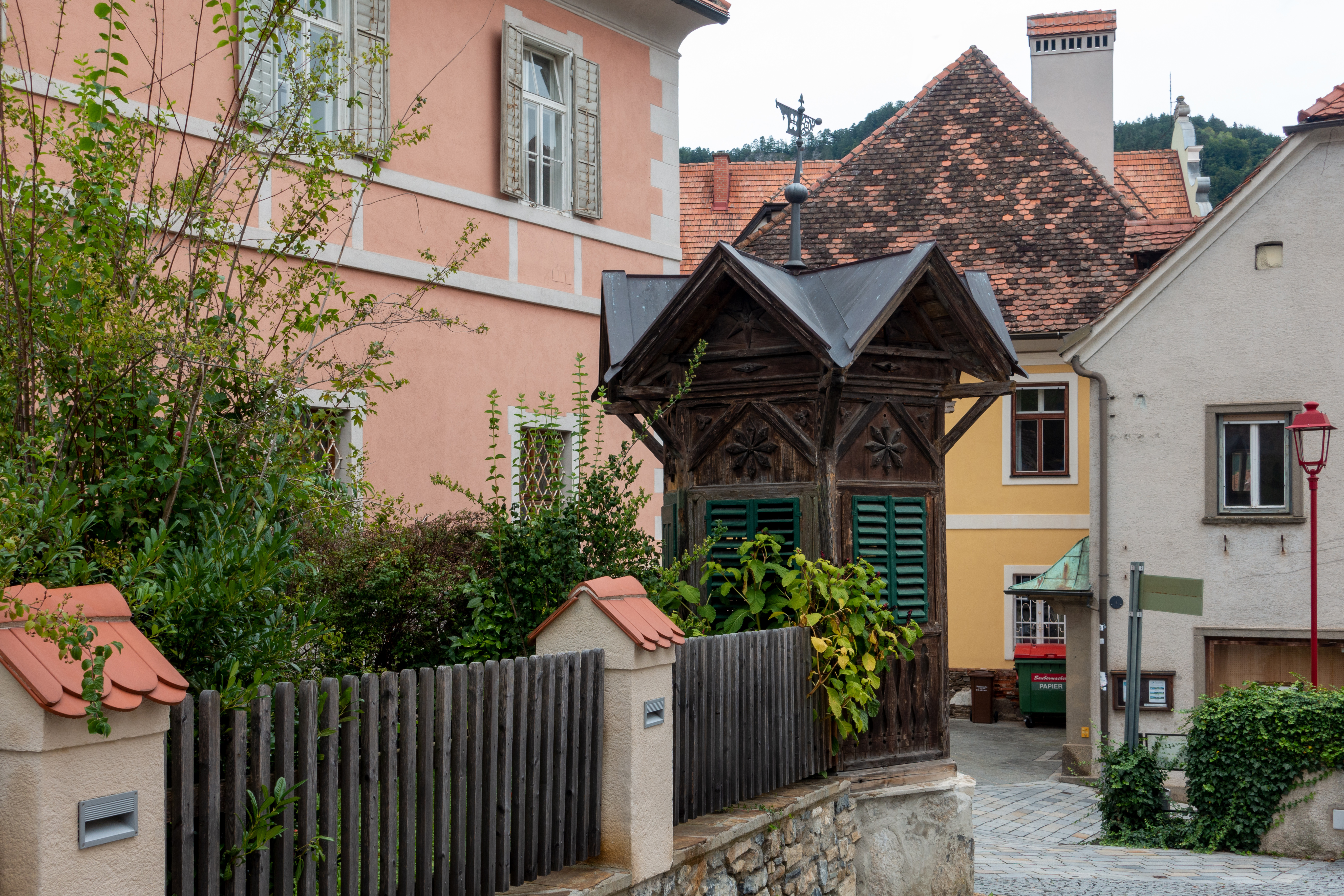
Historisches Seilerhaus südöstlich im Vorgarten des ehemaligen Servitenklosters

- Haus D, gestaltet von der Grazer Architektin Marion Wicher, wurde 2009 unter die 50 schönsten Einfamilienhäuser im deutschsprachigen Raum aufgenommen[16]
- Volkshauspark
- Fundstätten von Römersiedlungen (Kugelstein) und eine gut erhaltene Römerbrücke
- Tropfsteinhöhle der Lurgrotte

Bekannt ist Frohnleiten auch dafür, dass es einen Abgang vom Hauptplatz gibt, der beheizt ist. Das rührt vom ehemaligen Reichtum der Stadt, der sich einst auf die Mülldeponie bezog. Eine Fußbodenheizung für den Hauptplatz, wie vielfach kolportiert wird, gibt es jedoch nicht.
Im Rahmen des europäischen Wettbewerbes „Entente Florale Europe“ wurde Frohnleiten im Jahre 2000 mit einer Goldmedaille in der Kategorie Stadt ausgezeichnet.

### Freizeit und Sport
- Frohnleiten liegt zwischen der Gleinalpe im Westen und dem Grazer Bergland im Osten und bietet daher viele Möglichkeiten zum Wandern und Klettern; ebenso eine Eislaufhalle, ein Schwimmbad, Radwege und einen Badesee.
- Fußball: Der SV Frohnleiten Fußball spielt seit der Meisterschaftssaison 2010/11 in der Landesliga. Das Sportstadion Frohnleiten bietet etwa 1500 Besuchern Platz (500 Sitzplätze, 1000 Stehplätze).
- Faustball: Mit dem SV MM Faustballverein hat Frohnleiten ein weiteres Aushängeschild. In der Saison 2012/13 wurde am Feld der Aufstieg in die 1. Bundesliga verpasst. In der Landesliga war wieder einmal SV MM 1 vor SV MM 2. In der Halle das idente Bild in der Landesliga. Die Bundesligamannschaft ist wieder einmal in die höchste Spielklasse aufgestiegen. Besonders zu erwähnen ist das Internationale Faustballturnier, das 2013 bereits zum 38. Mal ausgetragen wurde.[19]
- Eishockey: Der EC Panthers Frohnleiten ist die Eishockeymannschaft aus Frohnleiten. Seit der Saison 2014/15 spielt Frohnleiten in dritthöchsten Eishockeyliga Österreichs. Spielstätte ist die Eishalle Frohnleiten.[20]
- Tischtennis: Seit 1994 gibt es den Tischtennisverein in Frohnleiten. Der Betrieb findet in der Sporthalle Frohnleiten statt.
- Reiten: Der Reitclub Frohnleiten (RC Frohnleiten) wurde 1994 ins Leben gerufen. Geritten wird am Reiterhofgelände in Schrauding. Mehrmals im Jahr finden hier europaweite Spitzenturniere statt.
- Tennis: An den Tennisplätzen am Grünanger hat sich 1980 der Tennisclub Sparkasse Frohnleiten (TC Frohnleiten) angesiedelt. Der Verein ist Mitglied bei der steirischen Tennismeisterschaft.

## Wirtschaft und Infrastruktur

### Verkehr

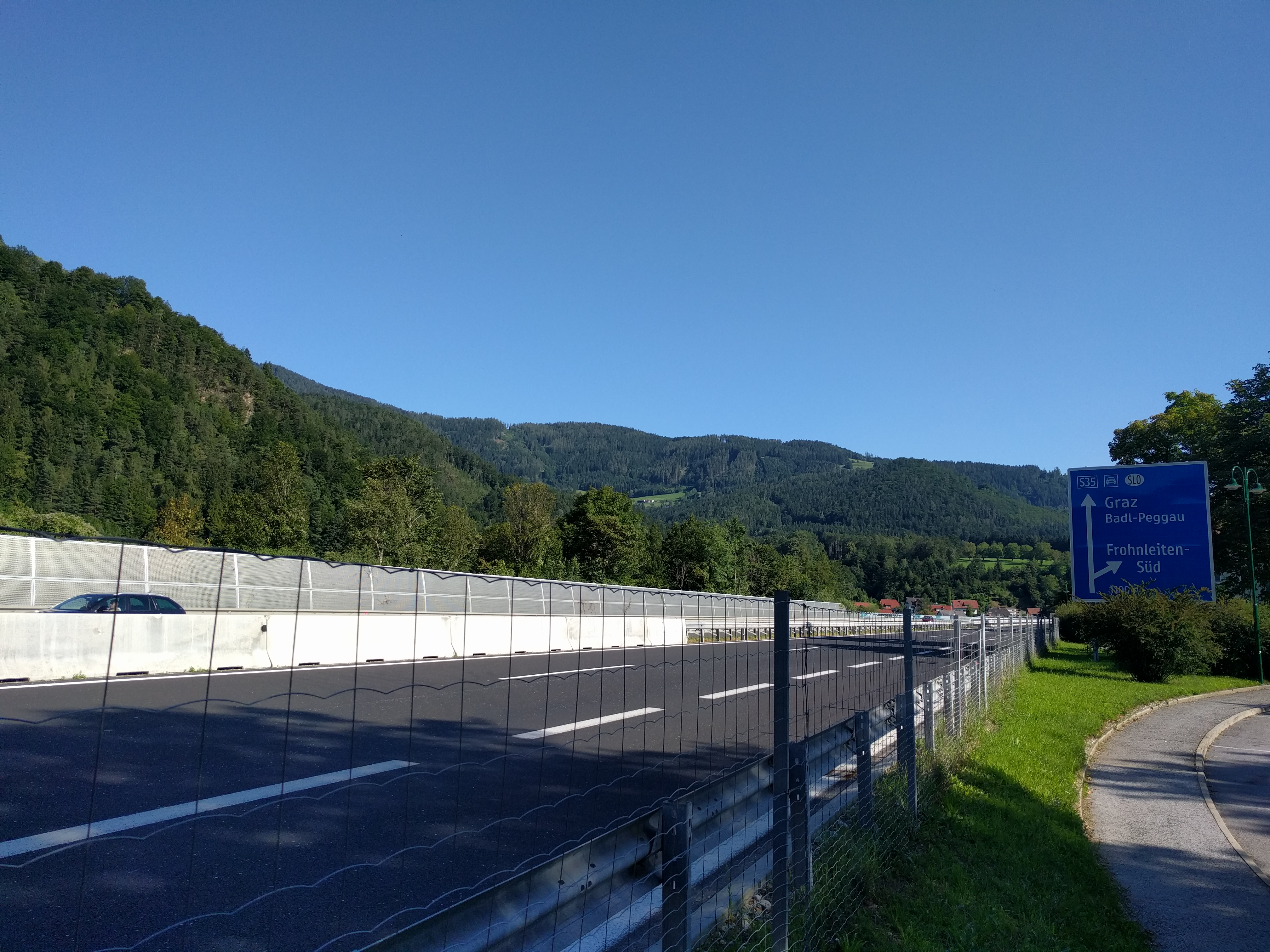
S35 im Gemeindegebiet Frohnleiten

- Straße: Durch das Gemeindegebiet von Frohnleiten verläuft die Brucker Schnellstraße S35. Die Anschlussstellen (von Nord nach Süd) Röthelstein, Laufnitzdorf, Rothleiten, Frohnleiten-Nord (HA St), Frohnleiten-Süd und Badl-Peggau befinden sich innerhalb der Gemeindegrenze.
Am Kreisverkehr der Anschlussstelle Frohnleiten-Süd zweigt die Rechberg Straße B64 nach Schrems, Passail und Weiz ab.
Mitten durch Frohnleiten führt die Landesstraße L121, welche von Bruck/Mur bis ans Ortsende von Peggau verläuft. Im Gemeindegebiet befinden sich sieben Murbrücken.
- Eisenbahn: Der Bahnhof Frohnleiten liegt an der Südbahnstrecke. Die S-Bahn-Linie 1 verkehrt stündlich (in der Hauptverkehrszeit im 15- bis 30-Minuten-Takt) nach Graz Hauptbahnhof und Bruck an der Mur. Außerdem halten in Frohnleiten Regionalexpresszüge, die Direktverbindungen in Richtung Unzmarkt, Selzthal und Mürzzuschlag bieten. Mit Juni 2016 wurde der Bahnhof Frohnleiten um 78 Millionen Euro aufwändig saniert und neu errichtet. Bis dahin war der Bahnhof nicht barrierefrei und nicht auf dem aktuellen Stand der Technik. Das alte Bahnhofsgebäude wurde abgerissen, die beiden bestehenden Bahnsteige saniert und ein dritter neu errichtet. Die Landesstraßenunterführung wurde neu gebaut und die Gleis- und Weichenanlagen wurden ebenfalls rundum erneuert. Die Neueröffnung fand am 18. Oktober 2019 statt.[21] Künftig sollen alle 15 bzw. 30 Minuten S-Bahnen nach Graz Hbf. und alle 30 bzw. 60 Minuten nach Bruck an der Mur verkehren.[22][23]
- Bus: Regionalbusse der Linie 100 (betrieben vom Busunternehmen Watzke) verkehren von Frohnleiten unter anderem nach Graz und Bruck an der Mur. Zusätzlich dazu ist Frohnleiten ein Halt der vom Unternehmen Niederl betriebenen Regionalbuslinie 160 von Passail Hauptplatz nach Graz Lendplatz. Das Frohnleitner Busunternehmen Eibisberger führt zahlreiche Einsätze für den Postbus durch, weiters werden Ski- und Urlaubsreisen angeboten.
Seit dem Sommer 2017 existiert im Bezirk Graz-Umgebung das Mikro-ÖV-Projekt „GUST-Mobil“. Ansässige Bus- und Taxiunternehmen bieten zu günstigen Preisen Fahrten für die Bewohner an. Hierfür wurden GUST-Mobil-Haltestellen eingerichtet. Die Frohnleitner Bevölkerung nutzt dieses neue Angebot stark.[24][25]
- Flughafen: Der Flughafen Graz liegt etwa 40 km von Frohnleiten entfernt. Der Sportplatz der Neuen Mittelschule kann im Notfall als Hubschrauberlandeplatz verwendet werden.
- Radverkehr: Über den Hauptplatz von Frohnleiten führt rechtsufrig der Murradweg R2. Überdacht von der hochliegenden S35-Brücke führt eine Geh-Rad-Brücke über die Mur.

### Ansässige Unternehmen
Die Hauptachse der Frohnleitner Wirtschaft ist die Mülldeponie. Diese sorgte in den 1970er bis 1990er Jahren für den wirtschaftlichen Höhenflug der Gemeinde. Jedoch ist auch die Deponie für den extrem hohen Schuldenberg der Stadtgemeinde verantwortlich, der sich auf 56 Millionen Euro beläuft.

In Frohnleiten befinden sich Unternehmen der holzverarbeitenden Industrie, ein Technisches Büro für Luftfahrt und Maschinenbau u. v. m. Die Waldbahn Frohnleiten war von 1925 bis 1951 in Betrieb.
Weitere Unternehmen
- Mayr-Melnhof Karton
- Komptech: Umwelttechnik (Kompostiermaschinen)

### Öffentliche Einrichtungen
- Die Ortsstelle des Roten Kreuzes in Frohnleiten versorgt die umliegenden Gemeinden (Semriach und Peggau).
- Der Einsatzbereich der Freiwilligen Feuerwehr Frohnleiten und der Freiwilligen Feuerwehr Röthelstein umfasst das gesamte Stadtgebiet sowie die umliegenden zur Gemeinde gehörenden Ortschaften.

Außerdem besteht die Betriebsfeuerwehr der Firma Mayr-Melnhof Karton.
Seit März 2019 bieten die Gemeindebetriebe Frohnleiten im Rahmen des Kabel-TV-Services ein Nachrichtenmagazin an. Skyline TV behandelt Themen aus Wirtschaft, Kunst, Kultur und Soziales. Wöchentlich werden neue Sendungen produziert und vier Mal am Tag ausgestrahlt. Diese Beiträge sind auch auf YouTube und Facebook abrufbar.

### Bildung

#### Kindergärten und -krippen
In Frohnleiten gibt es drei Kindergärten:
- Pfarrkindergarten Frohnleiten
- Pinocchio Kindergarten Frohnleiten, seit Sommer 2017 im Gelände des sanierten Pfarrkindergartens.
- Kindergarten und Kinderkrippe Röthelstein, im Ortsteil Röthelstein
- Regionalstelle der Tagesmütter Steiermark, am Hauptplatz[29]

#### Schulen
- Volksschule
- Mittelschule
- Fachschule für Gesundheits- und Krankenpflege
- Musikschule
- Volkshochschule, eine Zweigstelle der VHS Graz-Umgebung

700 Schülerinnen und Schüler werden derzeit an der Volksschule und an der Neuen Mittelschule Frohnleiten unterrichtet. Die meisten von ihnen kommen aus den Gemeinden Frohnleiten, Breitenau, Fladnitz und Pernegg. Früher gab es in Frohnleiten zwei Volksschulen und bis 2012 in Laufnitzdorf eine Volksschule. Im Jahr 2015 wurde die Hauptschule Frohnleiten in eine Neue Mittelschule umgewandelt.
Ein Teil der Frohnleitner Schüler besucht außerhalb der Stadt eine Schule. In diesen Fällen sind dies meistens die Polytechnische Schule in Deutschfeistritz, das Bundesgymnasium Rein, die HTL Kapfenberg, die HTL Bulme Graz-Gösting und weitere Schulen in Bruck an der Mur, Kapfenberg und Graz.
Bildungszentrum Frohnleiten: Renovierung und Neubau:
Im Jahr 2015 war der Spatenstich für ein Bildungszentrum in Frohnleiten. 5,18 Millionen Euro wurde vom Land Steiermark und der Stadtgemeinde Frohnleiten investiert, um die bereits älteren und baufälligen Gebäude der Volksschule und Mittelschule zu sanieren. Die Volksschule und die Neue Mittelschule wurden von Grund auf saniert, neben neu eingerichteten Klassenräumen, neuen Wasser- und Heizungsleitungen und einem Zubau an der Volksschule wurde auch die Fassade saniert. Nun bietet die neue Infrastruktur genügend Platz und Ressourcen für eine Ganztagsschule. Eine Musikschule wurde ebenso komplett neu im Areal des Bildungszentrums errichtet. Nach knapp zwei Jahren war das Projekt mit Beginn des Schuljahres 2016/2017 fertiggestellt.
Seit Oktober 2008 befindet sich im Areal der Neuen Mittelschule ein Jugendzentrum (JUZ). Dieses veranstaltet des Öfteren Workshops, Turniere und Ausflüge für die Frohnleitner Jugendlichen.

## Politik und Wahlen

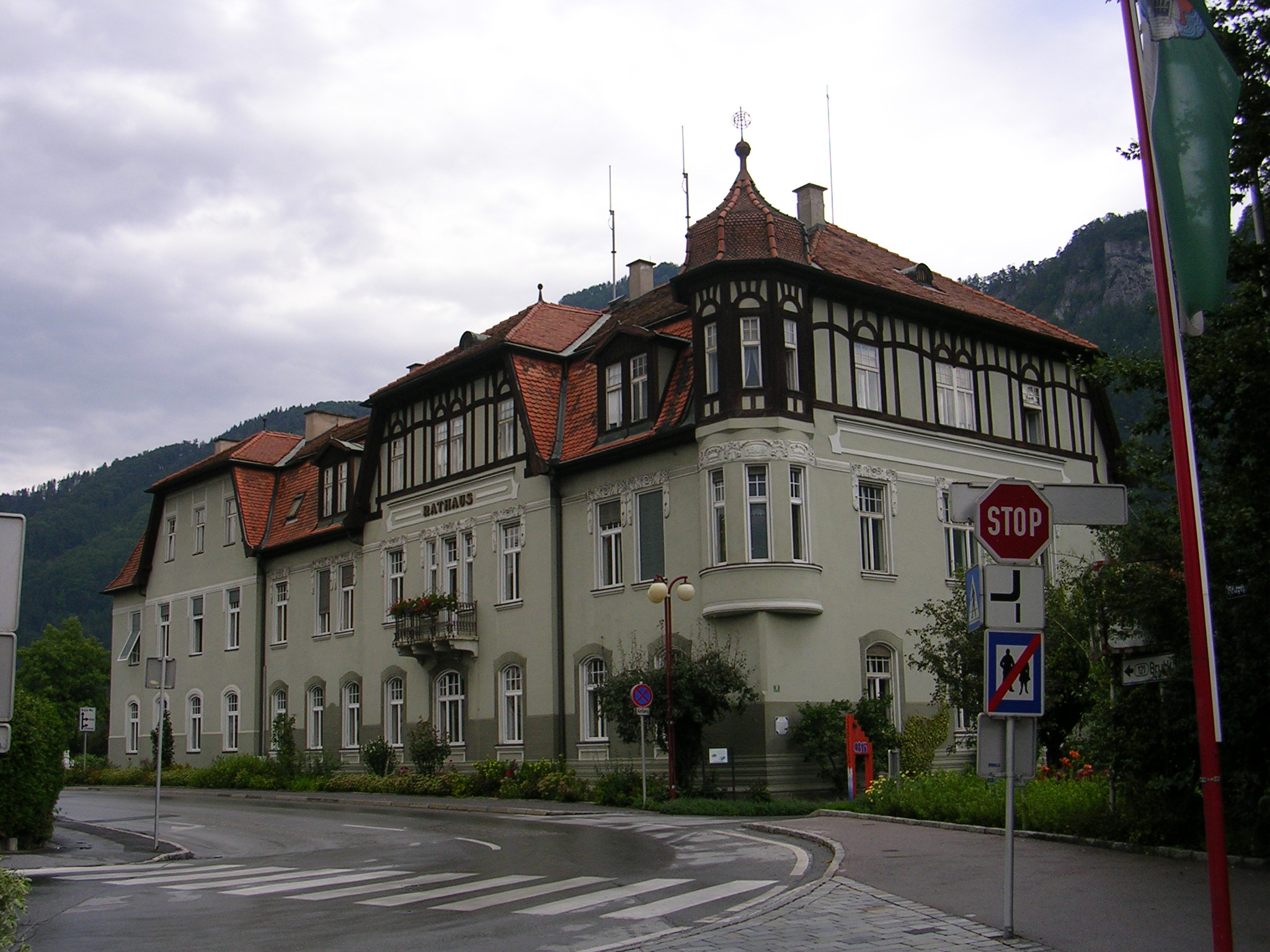
Rathaus Frohnleiten

### Gemeinderat
Der Gemeinderat besteht aus 25 Mitgliedern.
- Nach den Gemeinderatswahlen in der Steiermark 2000 hatte der Gemeinderat folgende Verteilung: 17 SPÖ, 5 ÖVP, 2 FPÖ und 1 GRÜNE.
- Nach den Gemeinderatswahlen in der Steiermark 2005 hatte der Gemeinderat folgende Verteilung: 16 SPÖ, 7 ÖVP, 1 FPÖ und 1 GRÜNE.[31]
- Nach den Gemeinderatswahlen in der Steiermark 2010 hatte der Gemeinderat folgende Verteilung: 14 SPÖ, 6 ÖVP, 3 Wir Frohnleitner und 2 FPÖ.[32]
- Nach den Gemeinderatswahlen in der Steiermark 2015 hatte der Gemeinderat folgende Verteilung: 10 SPÖ, 9 ÖVP, 5 Wir Frohnleitner und 1 FPÖ.[33]
- Nach den Gemeinderatswahlen in der Steiermark 2020 hat der Gemeinderat folgende Verteilung: 17 ÖVP und 8 SPÖ.[34]

Der Gemeinderat besteht aus 25 Mitgliedern. Seit der Gemeinderatswahl vom 28. Juni 2020 besteht folgende Mandatsverteilung: 17 ÖVP, 8 SPÖ. Die Wahlbeteiligung sank von 75,25 % im Jahr 2015 auf 69,96 % im Jahr 2020. Es traten sieben Listen zur Wahl an. Neben den bereits im Gemeinderat vertreten Fraktionen (SPÖ, ÖVP, FPÖ und Bürgerliste „Wir Frohnleiten“) versuchten auch Die Grünen, NEOS und KPÖ in den Gemeinderat einzuziehen. Der eigentliche Termin der Wahl war für den 22. März 2020 geplant. Auf Grund der COVID-19-Pandemie wurde der Termin in den Juni verschoben.

Schlussendlich verpassten allen neu angetretenen Listen sowie die FPÖ und die Bürgerliste den Einzug. Die Grünen fochten die Wahl an, da sie nur um eine Stimme den Einzug in den Gemeinderat verfehlten. Der Anfechtung wurde jedoch nicht stattgegeben, da keine Hinweise auf eine Manipulation vorlagen. Mit 19 und 18 Jahren kandidierten für NEOS die im Durchschnitt jüngsten Kandidaten in der Steiermark. Die Bürgerliste verkündete ihren Abschied aus der Politik, nachdem sie von ursprünglich fünf Mandaten aus dem Gemeinderat fiel.

### Bürgermeister
- 1932–1938 Franz Ammann
- 1938–1939 Alois Haas
- 1939–1944 Karl Gollesch
- 1944–1945 Franz Erblehner
- 1945–1946 Franz Ammann
- 1946–1952 Wilhelm Scheucher
- 1952–1955 Karl Derler sen.
- 1955–1977 Wolfgang Fürstenberg
- 1977–2004 Peter Gottlieb (SPÖ)
- 2004–2005 Wolfgang Thomann (SPÖ)
- 2005–2007 Manfred Grundauer (SPÖ)
- 2007–2013 Johann Ussar (SPÖ)
- 2013–2015 Jörg Kurasch (SPÖ)
- seit 2015 Johannes Wagner (ÖVP)

Peter Gottlieb galt mit seinen 37 Jahren im Amt des Bürgermeisters als „Wunder-Bürgermeister“. Er ließ die Frohnleitner Mülldeponie errichten, dadurch wurde die Gemeinde schnell sehr wohlhabend. Es begann der Ausbau der Infrastruktur mit Sporthalle, einer Tiefgarage und einem neuen Hauptplatz.

### Städtepartnerschaften
- Schnaittach, Deutschland, seit 1996. Die Partnerschaft zwischen Frohnleiten und Schnaittach besteht aufgrund von überlebenden Kriegsgefangenen. Die Städtepartnerschaft, im Sinne eines friedlichen Europa, wird durch Veranstaltungen der beiden Freiwilligen Feuerwehren gepflegt.[41]

Weiters hat Frohnleiten mit folgenden europäischen Gemeinden eine Kooperation:
- Setúbal, Portugal
- Jastrzębie-Zdrój, Polen
- Landsberg am Lech, Deutschland
- Gioia del Colle, Italien
- Šiauliai, Litauen
- Velká Bystřice, Tschechien

### Wappen
Alle Vorgängergemeinden hatten je ein Gemeindewappen. Wegen der Gemeindezusammenlegung verloren diese mit 1. Jänner 2015 ihre offizielle Gültigkeit.

Wappen der Vorgängergemeinden
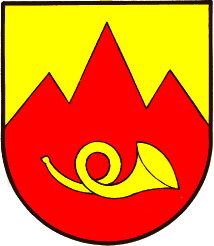
Röthelstein
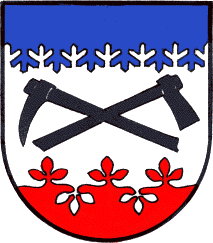
Schrems bei Frohnleiten

Die Verleihung des Gemeindewappens für Frohnleiten erfolgte mit Wirkung vom 1. August 1985.
Die Blasonierung (Wappenbeschreibung) lautet:

„In rotem Schild ein wasserfarbener Fluss, der die unterhalben Schildränder füllt und über den im Schildfuß eine silberne Brücke zu einem silbernen Turm führt; dieser mit geschindeltem hohen Pultdach, einem Zinnenkranz von vier Zinnen, darin schwarze Schlüssellochscharten, das Tor geöffnet mit einem sich vor schwarzem Grund hebenden silbernen Fallgitter, darüber zwei schwarze Öffnungen in Form von Schlüssellochscharten.“

Die Neuverleihung desselben Gemeindewappens für die Fusionsgemeinde erfolgte mit Wirkung vom 1. September 2015.

## Persönlichkeiten

### Söhne und Töchter der Stadtgemeinde
- Richard Strobl (1874–1923), Jurist und Politiker
- Friedrich Grießl (1905–1943), kommunistischer Widerstandskämpfer gegen das NS-Regime
- Franz Feldgrill (1917–2007), Politiker, geboren in Mauritzen, später Gemeinderat
- Paulus Rappold (1938–2000), Geistlicher, Abt des Stiftes Rein 1973–1986
- Luise Auferbauer (* 1942), Autorin und Bergsteigerin, geboren in Rothleiten
- Erich Bachträgl (1944–2011), Jazzmusiker und Komponist
- Wolfgang Erlitz (* 1950), österreichischer Politiker (SPÖ), Präsident des Bundesrates von Juli bis Dezember 2007, Landesrat der Steiermark von 2003 bis 2005
- Johann Hindler (* 1951), österreichischer Klarinettist und Hochschullehrer, geboren und aufgewachsen in der Katastralgemeinde Rothleiten, Professor an der Universität für Musik und darstellende Kunst Wien und Klarinettist der Wiener Philharmoniker
- Gerhard Melinz (* 1955), Sozial- und Wirtschaftshistoriker sowie Politikwissenschafter
- Walter Prügger (* 1969), Pädagoge, Theologe, Autor

### Personen mit Bezug zur Stadtgemeinde
- Ferruccio Busoni (1866–1924), italienischer Pianist, Komponist, Dirigent, Librettist, Essayist und Musikpädagoge. 1885 war er kurze Zeit in Leipzig und Berlin, anschließend in Frohnleiten, wo erste Entwürfe seiner unvollendeten Oper Sigune entstanden.
- Austin Egen (1897–1941), Pianist, Sänger und Komponist, lebte und starb in Frohnleiten
- Alfons Hochhauser (1906–1981), österreichischer Aussteiger und Abenteurer, in Frohnleiten aufgewachsen, langjähriger Mitarbeiter von Hans Hass
- Madame d’Ora (eigentlich Dora Kallmus, 1881–1963), österreichische Fotografin, verbrachte ihre letzten Lebensjahre und verstarb in Frohnleiten
- Franz Mayr von Melnhof (1854–1893), Industrieller